# 문무대왕로
문무대왕로(Munmudaewang-ro)는 경상북도 경주시 문무대왕면 양북교차로에서 감포읍 대본삼거리를 잇는 경상북도의 도로이다.

## 주요 경유지
- 경주시
  - 문무대왕면 어일리, 용당리, 구길리 / 감포읍 대본리

## 노선 경로
| 이름                        | 접속 노선                | 소재지 | 소재지     | 비고             |
| --------------------------- | ------------------------ | ------ | ---------- | ---------------- |
| 양북 교차로                 | 감은로                   | 경주시 | 문무대왕면 | 국도 제14호선    |
| 척현 교차로                 | 감은로                   | 경주시 | 문무대왕면 | 국도 제14호선    |
| 동경주 나들목 (어일 교차로) | 65호선 동해고속도로      | 경주시 | 문무대왕면 | 국도 제14호선    |
| 두산 교차로                 | 명주길                   | 경주시 | 문무대왕면 | 지방도 제929호선 |
| 원당 교차로                 | 원당원당길               | 경주시 | 문무대왕면 | 지방도 제929호선 |
| 구길 교차로                 | 구길길                   | 경주시 | 문무대왕면 | 지방도 제929호선 |
| 감은사지 교차로             | 감은로                   | 경주시 | 문무대왕면 | 지방도 제929호선 |
| 대본 삼거리                 | 국도 제31호선 (동해안로) | 경주시 | 감포읍     | 지방도 제929호선 |
| 동해안로와 직결 (감포 방향) |                          |        |            |                  |

## 같이 보기
- 문무대왕릉
- 감은사지